# HTV Thể Thao
HTV Thể thao là Kênh Thể thao tổng hợp của Đài Truyền hình Thành phố Hồ Chí Minh, được phát sóng trên nhiều hạ tầng truyền dẫn khác nhau: Phát quảng bá miễn phí trên truyền hình số mặt đất DVB-T2 do Công ty TNHH Truyền hình Kỹ thuật số Miền Nam phát sóng, trên internet; phát trên các hệ thống truyền hình trả tiền như HTVC, VTVCab, VTC, MyTV, Mobifone - Truyền hình An Viên, Truyền hình FPT, Truyền hình Viettel. Trên hạ tầng truyền hình cáp HTVC và truyền hình internet HTV online, kênh được phát với định dạng hình ảnh độ nét cao.

## Lãnh đạo Ban
Kênh HTV Thể Thao do Ban Thể dục - Thể thao của Đài quản lý. Lãnh đạo Ban:
- Trưởng ban: Nguyễn Đình Khôi (kiêm Phó Chủ tịch Liên đoàn Xe Thể thao TP. Hồ Chí Minh)
- Phó Trưởng ban: Nguyễn Thanh Mai

## Lịch sử

### Giai đoạn HTVC Thể thao
Trước khi có sự ra mắt của HTV Thể thao, kênh HTVC Thể thao đã được lên sóng vào năm 2008, là kênh truyền hình duy nhất chuyên về thể thao trên hệ thống truyền hình cáp HTVC của Đài Truyền hình Thành phố Hồ Chí Minh (HTV). Kênh truyền hình này là sự thay thế cho kênh HTV2 trong bối cảnh HTV2 bắt đầu được xã hội hóa cũng như thay đổi nội dung, chuyển sang phát sóng các chương trình giải trí (trước khi phải tạm thời quay trở lại nội dung thể thao vào năm 2009 để hoàn thiện giấy phép).
Trong một khoảng thời gian, HTVC Thể thao đã từng hợp tác với hãng truyền thông E-Sport TV để phát triển nội dung chương trình, hứa hẹn sẽ là kênh truyền hình chuyên biệt về thể thao điện tử đầu tiên tại Việt Nam. Tuy nhiên, trong thời gian phát sóng, kênh E-Sport TV đã phải hứng chịu sự chỉ trích mạnh mẽ từ dư luận với những chương trình có nội dung mang tính chất gây nghiện trò chơi điện tử trực tuyến, gây ảnh hưởng xấu đến lối sống của giới trẻ. Hệ quả là E-Sport TV bị rút giấy phép phát sóng; đồng thời, HTVC cũng quyết định ngừng hợp tác với hãng truyền thông này.
Ngay sau khi dừng phát sóng, việc HTV2 được cấp phép trở lại là kênh giải trí tổng hợp đã dẫn tới việc chuyển đổi toàn bộ nội dung thể thao của HTV2 sang kênh HTVC Thể thao, dưới sự quản lý của Trung tâm Truyền hình cáp HTVC.

### Giai đoạn HTV Thể thao
Năm 2013, Trung tâm Truyền hình cáp HTVC đã bàn giao kênh HTVC Thể thao cho Ban Thể dục - Thể thao của Đài Truyền hình Thành phố Hồ Chí Minh trực tiếp quản lý và sản xuất các chương trình thể thao do HTV tổ chức. HTV đã đổi tên kênh HTVC Thể thao thành HTV Thể thao, đồng thời biên tập lại toàn bộ nội dung và cải thiện chất lượng các chương trình trên kênh để phục vụ khán giả.
Vào lúc 05:00 ngày 19 tháng 5 năm 2013, kênh chính thức được phát sóng với bộ nhận diện mới của HTV Thể thao, cùng với slogan: Kênh thể thao của bạn. Cũng từ cuối tháng 10 năm đó, hầu hết các sự kiện thể thao có trên kênh HTV7 dần được điều chuyển sang kênh này.
Ngày 30/04/2014, các chương trình chuyên biệt về E-Sport chính thức trở lại trên HTV Thể thao sau khi HTV phối hợp cùng với Vietnam E-Sports TV phát sóng các chương trình E-Sport của đơn vị này vào mỗi buổi chiều hàng ngày từ Thứ 4 - Chủ nhật.
Trong tháng 6 và tháng 7 năm 2018, thời điểm diễn ra FIFA World Cup 2018, HTV Thể thao được phát sóng trên hệ thống của truyền hình cáp SCTV; đến ngày 16 tháng 9 năm 2023, kênh quay trở lại hệ thống SCTV thông qua truyền hình cáp kỹ thuật số và DVB-T2.

## Các giải thể thao

### Đại hội thể thao
- Thế vận hội Mùa hè
- Đại hội Thể thao Đông Nam Á

### Bóng đá
- Giải vô địch bóng đá thế giới 2018[3]
- Cúp bóng đá Nam Mỹ 2021[4]
- Ý: Giải vô địch quốc gia Ý, Cúp Quốc gia Ý, Siêu cúp bóng đá Ý[5]
- Giải bóng đá Vô địch Quốc gia[6]
- UEFA Euro 2024[7]
- Nhật Bản:J1 League[8], Siêu cúp Nhật Bản (2025-2027)[9]

### Bóng rổ
- Giải vô địch bóng rổ thế giới 2019

### Xe đạp
- Cuộc đua xe đạp toàn quốc tranh Cúp truyền hình Thành phố Hồ Chí Minh

### Golf
- Giải golf chuyên nghiệp nữ Hàn Quốc - KLPGA

### Võ thuật tổng hợp
- ONE Championship[10]